# Нефрит (минерал)
Нефри́т (от др.-греч. νεφρός — почка; устар. почечный камень) — минерал группы амфиболов, зелёного цвета, с характерной волокнистой структурой, состоящий из спутанных тончайших волокон тремолита и актинолита. Особое значение нефрит с древних времён приобрёл в культуре Китая, являясь по сути его «национальным камнем». Нефрит и жадеит до 1863 года считали одним и тем же минералом. Входит в учреждённый Правительством РФ перечень минералов (наряду с бериллом и янтарём), за незаконный оборот которых предусмотрена административная и уголовная ответственность.

## Название
Название нефрит произошло от лат. lapis nephriticus, которое в свою очередь образовано от др.-греч. λίθος νεφριτικός, что означает «почечный камень» и является латинским и греческим вариантом исп. piedra de ijada (от которого произошли названия «жад» и «жадеит»). Соответственно, нефрит когда-то считался талисманом, дающим защиту от камней в почках.

## История
Нефрит стали обрабатывать ещё в период неолита, изготавливая из него прочное оружие, орудия труда и предметы культа, а позже также предметы обихода и украшения. Нефритовые культуры на Балканах (в Болгарии и др.) и в Китае — с конца 7-го тысячелетия до н. э.
В Бурятии и на территории Забайкальского края археологи находили нефритовые орудия труда как бронзового, так и каменного века.
Согласно классификации А.Ферсмана и М. Бауэра нефрит отнесён к полудрагоценным поделочным камням первого порядка, к которому также отнесены такие минералы как лазурит, везувиан, содалит, амазонит, лабрадор, орлец (родонит), глауконит, малахит, авантюрин, кварцит, дымчатый кварц, горный хрусталь, агат (с его разновидностями), яшма, еврейский камень и розовый кварц.
Одним из исторически значимых объектов из нефрита является саркофаг Тамерлана в мавзолее Гур-Эмир, построенном после смерти полководца в Самарканде, где также находятся два мраморных саркофага меньшего размера с прахом его любимых жён. Посетивший город князь И. С. Васильчиков, вспоминал:
…Внутри мавзолея, посередине, стоял большой саркофаг самого Тамерлана, весь из тёмно-зелёного нефрита, с вырезанными по нему орнаментами и изречениями из Корана, а по бокам его два меньших саркофага белого мрамора — любимых жён Тамерлана
Саркофаг царя Александра III также полностью вырезан из сибирского нефрита.

## Разновидности
Нефрит обладает широкой палитрой цветов:
- Белый
- Зелёный — все оттенки (желтоватый, травянистый, изумрудный, болотный). Самый распространённый цвет
- Коричневый
- Чёрный

Белые, сероватые, голубые, красные и фиолетовые разновидности нефрита редки. Самым ценным в Китае является белый цвет. Окраска зависит от содержания железа и примесей хрома и марганца. Выше ценятся образцы с однотонной окраской, чем с неравномерной (полосатой, пятнистой, «облачной»).

## Применение
Одним из ценных качеств этого минерала является его исключительно высокая ударная вязкость — нефрит с трудом поддаётся расколу (тяжелее расколоть только жадеит). Нефрит используют в качестве поделочного камня и как уникальный материал для изготовления ювелирных и декоративно-художественных изделий.

## Нефрит в Китае
Нефрит (кит. 玉, пиньинь yù, палл. юй; часто неточно переводится как яшма) традиционно исключительно высоко ценится китайцами, которые называют его «камнем жизни» и считают своим национальным камнем. Нефрит в Китае ценился выше золота и серебра, так как считалось, что он оказывает целительное действие, приносит благополучие и символизирует высшие человеческие добродетели.
Китайские философы приписывали нефриту пять основных достоинств, отвечающих шести человеческим добродетелям; его мягкий блеск олицетворяет милосердие, его твёрдость — умеренность и справедливость, полупрозрачность — символ честности, чистота — воплощение мудрости, и его изменяемость олицетворяет мужество. Старинная китайская пословица гласит: «Золото имеет цену, нефрит же бесценен». Конфуций говорил о хорошем человеке: «Его мораль чиста, как нефрит». Множество пословиц китайского языка, описывающие моральные качества человека, связаны с нефритом. Одна из самых распространённых: «Неотполированный нефрит не сверкает» (кит. трад. 玉不琢，不成器). Она происходит из главы 18 «Книги ритуалов» под названием «Записки об учении» и означает человека без должного воспитания и образования.
Археологические раскопки свидетельствуют, что нефрит был известен в Китае уже в эпоху неолита (культуры Хуншань и Лянчжу). Очевидно, уже тогда нефриту приписывались мистические свойства, изделия из него украшались лишь насечками и простыми рельефными изображениями ввиду высокой твёрдости материала, отсутствия качественного абразивного материала и примитивности инструментов обработки. Позднее нефрит использовался для изготовления не только культовых объектов (диски би, цилиндры цунг, пластины хуан, ритуальные ножи, амулеты), но и оружия либо его частей (топоры, клинки, рукоятки мечей), статуэток людей и животных, сосудов и украшений, а также нефритовых яиц и стержней — предмета даосских сексуальных практик. В религиозных ритуалах использовались круглые диски из нефрита «би», для олицетворения Неба и пластинки в форме квадрата «у», для олицетворения Земли. Пластинки, украшенные символическими изображениями животных, использовали для защиты от злых сил, надевая их на грудь или пояс. В захоронениях эпох Шан и Чжоу помимо нефритовых украшений были также найдены многочисленные небольшие изделия из нефрита в форме цикад и цилиндров, которые в соответствии с древними китайскими верованиями использовались для защиты тела от разложения.
Вплоть до X—XI века н. э. весь нефрит импортировался в Китай из регионов Хотан и Яркенд, лишь в период правления императора Цяньлуна вошедших в состав Китайской империи. Этот нефрит добывался в форме окатышей и некрупных камней, поэтому нефритовые изделия того времени, как правило, были небольших размеров. Приспособления с педальным приводом для резки, сверления и шлифовки были изобретены в эпоху династии Хань. Железные диски для резки и выполнения резного декора начали применяться с эпохи Шести династий. В качестве абразива многие столетия использовался кварцевый песок, на смену которому позже пришёл толчёный гранат (т. н. «красный песок»), а в XIII веке толчёный корунд (т. н. «чёрный песок»), обладавший значительно более высокой твёрдостью, что позволило резко увеличить скорость обработки камня.
Выражение 王齊，則共食玉 в «Чжоу ли» сопровождается комментариями Чжэн Чжуна 鄭眾 (ум. 83) и Чжэн Сюаня 鄭玄 (127—200) о том, что нефритовая крупа 玉屑 использовалась в пищу как медицинское средство. Однако Сунь Ижан 孫詒讓 (1848—1908) утверждает, что для подобных утверждений нет основания, и речь идёт только о посуде из нефрита.
Значение нефрита в китайской культуре подчёркивает и то, что это слово используется в многочисленных китайских пословицах и поговорках.

### Типичные символы, встречающиеся на изделиях из нефрита, и их значение
- Персик — долголетие;
- Мандаринка — любовный талисман;
- Олень — благородное происхождение;
- Летучая мышь — благословение, удача;
- Рыба — богатство;
- Два феникса — процветание;
- Лотос — святость;
- Бамбук — провидение свыше;
- Веер — щедрость[13].

### Наиболее известные сорта нефрита в Китае

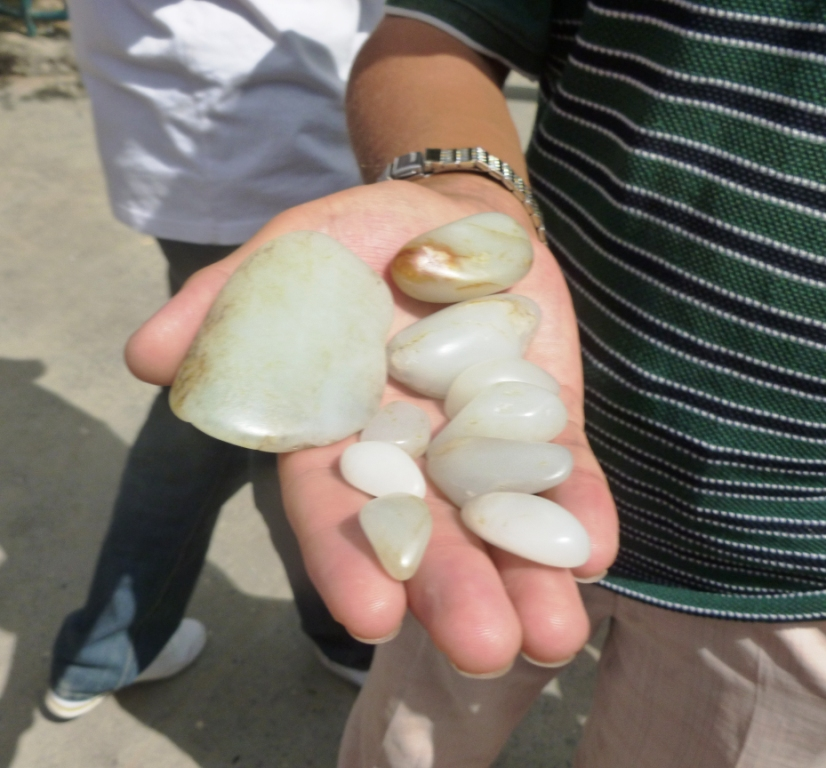
Нефрит «бараний жир» для продажи на Хотанском нефритовом рынке

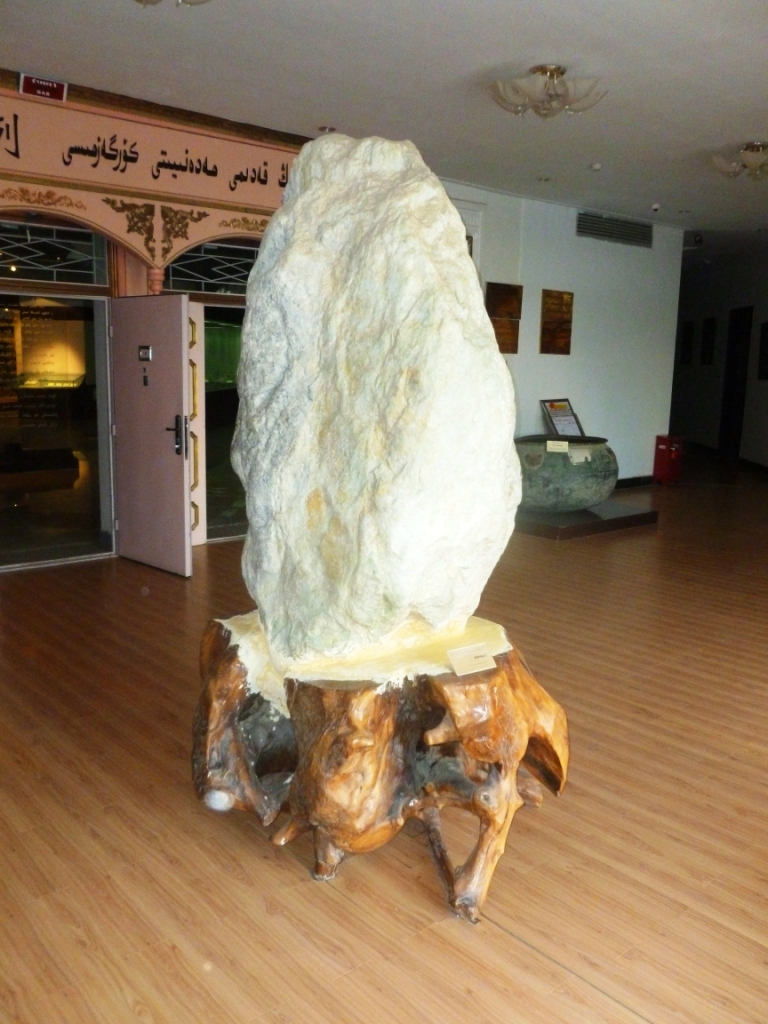
Большой нефрит «бараний жир» выставлен в фойе Хотанского музея культуры

Хотан (Хэтян) (кит. 和田, пиньинь Hétián) — наиболее ценимые в Китае сорта нефрита добываются в округе Хотан в Синьцзян-Уйгурском автономном районе. Отсюда привозят наиболее ценный белый нефрит и камень с сероватым оттенком («цвета бараньего жира») с густым восковым матовым блеском. В древности изделиями из такого нефрита имели право пользоваться лишь императоры.
Сюянь (кит. 岫岩, пиньинь Xiùyán) — нефрит, доставляемый из уезда Сюянь, провинции Ляонин, окрашен в белый или светло-зелёный цвет. Нефрит, как правило, полупрозрачный, редко бывает прозрачным.
Ланьтянь (кит. трад. 藍田縣, упр. 蓝田县, пиньинь Lántián Xiàn) — нефрит из уезда Ланьтянь, к северу от Сианя в провинции Шаньси. Ланьтянь-нефрит жёлтого оттенка с вкраплениями зелёного, иногда содержащий как бы облачный рисунок.
Наньян (кит. трад. 南陽, упр. 南阳, пиньинь Nányáng) — самый распространённый нефрит, который иногда называют также душан-нефрит (кит. трад. 獨山, упр. 独山, пиньинь Dúshān), добываемый в округе Наньян провинции Хэнань. Как правило, этот полупрозрачный нефрит имеет желтоватый или белый оттенок с розоватыми, зелёными, жёлтыми вкраплениями, и весьма неоднороден по составу. Его очень часто используют для изготовления скульптурных композиций.

## Нефрит в культуре маори
Нефрит играет важную историческую роль в культуре маори — коренного населения Новой Зеландии. По этой причине все новозеландские месторождения нефрита (маори Pounamu) с 1997 года отданы в управление маори.

## Распространение в мире

### Китай
Китай является основным потребителем всего мирового рынка нефрита. При этом в самом Китае ведётся его многовековая добыча в ряде провинций, а также на Тайване.

### Россия
На Россию приходится около 10 % мировой добычи нефрита. При этом 91 % запасов российского сортового нефрита находятся в Бурятии, по состоянию на 2021 год. Также есть мелкие месторождения в Тыве и Челябинской области.

### Новая Зеландия
Часть нефрита из Новой Зеландии известна своим высоким качеством, близким к российским образцам нефрита. Практически весь добываемый нефрит потребляется внутри страны, его экспорт сошёл на нет.

### Западное полушарие
Канада (Юкон, Британская Колумбия) — США (штаты Вайоминг, Калифорния, Аляска) — Бразилия.

## Нефрит в литературе
- Баоюй (Драгоценный Нефрит) — имя главного героя романа «Сон в красном тереме» Цаю Сюэциня.
- «Нефритовые чётки» — сборник рассказов Бориса Акунина об Эрасте Фандорине. Заглавный предмет, найденный Фандориным в череде приключений, по легенде, даровал обладателю вечную жизнь.